# Fernão Pais de Barros
Fernão Pais de Barros (? – 30 de março de 1709) foi um sertanista do Brasil Colônia, filho de Luzia Leme e do capitão-mor Pedro Vaz de Barros, português.

## Biografia
Segundo Silva Leme diz na «Genealogia Paulistana», foi um dos cavalheiros de maior respeito e tratamento. Como refere Pedro Taques na «Nobiliarquia Paulista»,  «recebeu honrosíssima carta firmada pelo punho do rei D. Pedro em 1678. A natureza dos seus serviços consta dos autos de justificação que fez deles em São Paulo em 1685, sendo escrivão o tabelião Roque Mendes da Silva e juiz ordinário Diogo Barbosa do rego
Deles consta que Fernão assistira sempre com a sua pessoa, fazenda, criados e escravos, e acudira a todos os rebates da praça de Santos em tempo que os holandeses infestavam a costa. Vindo a São Paulo o doutor Damião de Aguiar, corregedor da capitania, prender a Manuel Coelho da Gama, régulo facinoroso, como com efeito o prendeu, intentaram os sequazes do mesmo régulo tirá-lo em caminho, matando ao dito corregedor, e para se evitar este risco foi Fernão Pais de Barros acompanhar até a vila de Santos o dito doutor desembargador, escoltando-o a sua custa com um grosso corpo de armas, que para isso formou.
Achando-se em São Paulo o corregedor Sebastião Cardoso de S. Paio, o acompanhou três léguas a pé para se destruir uma casa forte, guarnecida por criminosos réus de culpa capital, para cuja ação levou Fernão Pais de Barros muitos dos seus parentes, criados e escravos. Escrevendo o príncipe D. Pedro em 1664 que desse ajuda a favor ao governador Agostinho Barbalho Bezerra, que vinha enviado para o descobrimento das minas das esmeraldas, lhe deu Fernão Pais de Barros da sua fazenda mil varas de pano de algodão, armas e mantimentos para a jornada que fazia dito Barbalho, com 60 arrobas de carne de porco, que tudo consta da certidão que do conteúdo se lhe passou em 1666 em 9 de agosto. Quando chegou a São Paulo o tenente-general Jorge Soares de Macedo, e apresentou em câmara aos 30 de Novembro de 1678 as reais ordens que trazia para a diligência a que vinha, de ir a Montevidéu a descobrimento de minas de prata, por se achar a real fazenda da província de Santos sem dinheiro algum, comunicando Jorge Soares esta matéria com Fernão Paes de Barros, este entregou aos oficiais da câmara de S. Paulo 300$ em moeda corrente, oferecendo também toda a praia de sua copa para que se vendesse, fundisse ou empenhasse, de sorte que por falta de dinheiro não parecesse o real serviço na diligência para que vinha destinado dito Jorge Soares. Isto consta de um termo lavrado no livro das vereanças; e do mesmo livro consta mais que o mesmo Fernão Pais dera três homens do gentio da terra, bons sertanistas, para acompanharem dito Soares na jornada, para a qual fez grande despesa, sem fruto algum. No mesmo livro ainda se lê que Fernando Paes andava no real serviço gastando a maior parte de sua fazenda.
Quando se estabeleceu a paz de Holanda em cinco milhões, e o casamento da infanta de Portugal d. Catarina em dois milhões pediu el-rei D. Pedro aos seus vassalos um donativo para o pagamento dos sete milhões, e Fernão Pais de Barros se distinguiu entre os mais paulistas, dando para o dito chapim em moeda corrente 600$. Vindo a São Paulo o fidalgo D. Manuel Lobo em 1679, pelo qual o mesmo príncipe dom Pedro escreveu à Fernão Paes a carta de que acima fizemos menção, o hospedou todo o tempo que D. Manuel Lobo esteve em São Paulo, com tanta grandeza, como se vê da carta que ele escreveu da Nova Colônia em 25 de fevereiro de 1680, registrada no arquivo da câmara de São Paulo. E como o mesmo D. Manuel Lobo ia fundar a sobredita colônia do Sacramento, lhe deu Fernão Pais de Barros, para ajuda dos gastos, 100$ em dinheiro e três cavalos dos melhores que tinha em sua cavalariça.
Querendo passar da vila de Santos para São Paulo D. Rodrigo de Castelo Branco, superintendente geral dos descobrimentos das minas de ouro e prata, lhe faltavam para conduzir a fábrica de S. Alteza, os índios das aldeias do real padroado, e a tudo supriu Fernão Pais de Barros, mandando para o Cubatão a sua custa o troço de gente que bastou para a condução do dito dom Rodrigo e a fábrica que trazia, pertencente à fazenda real, a cuja provedoria poupou Fernão Pais o melhor de 100$, como consta das certidões do seu serviço.»
Tinha fazenda de cultura em Araçariguama. Fundou em São Roque, uma cidade próxima, a capela de Santo Antônio, com altar-mor de excelente talha dourada.
Em 12 de setembro de 1678 uma Carta Régia agradece seus serviços: era então Capitão mor governador, famoso e intrépido pelas explorações do sertão e notável pelas riquezas. Despendeu a maior parte delas no serviço do Estado, fazendo donativos consideráveis para as empresas e urgências da Coroa conforme anota em 1675 o livro de vereanças da Câmara de Santos. Fora honrado com carta regia em em 27 de setembro de 1664 em que se lhe recomendam auxiliar o governador D. Manual Lobo, que ia fundar a colônia do Sacramento - «no que se houve Fernando Pais de Barros com toda galhardia, aprontando-lhe fornecimentos de víveres para a tropa tudo a sua custa, e fazendo por esta ocasião extraordinária despesa. »
Casou duas vezes, uma delas no Rio de Janeiro com Maria de Mendonça, de quem não deixou filho algum, porque com ela não teve vida marital pela razão de descobrir sobeja prova contra a pureza do sangue dessa senhora, entretanto teve ela grande tratamento e estimação como sua legítima esposa. Faleceu em 1709 com testamento.
Solteiro, teve com uma crioula de Pernambuco uma filha natural, Inácia Pais de Barros, que fez casar com seu primo irmão Brás Leme de Barros, filho bastardo e herdeiro de seu irmão; enviuvando, herdando dele grande fortuna, que, junta a que recebeu do pai, montou a um grande cabedal, assim se tornou fácil passar a segundas núpcias com um reinol, o sargento-mor João Martins Claro, de Miranda do Douro,  que viera no real serviço acompanhando ao governador D. Manuel Lobo. Teve do primeiro marido um filho, coxo, também Pedro Vaz de Barros, casado com Catarina do Prado e morto sem deixar geração.